# Чемпионат мира по карате 1975
3-й чемпионат мира по карате прошёл в 1975 году в Лонг-Бич, США.

### Мужчины
| Категория                   | Золото                   | Серебро                   | Бронза             |
| --------------------------- | ------------------------ | ------------------------- | ------------------ |
| Индивидуальные соревнования | Кадзусада Мураками (JPN) | Дзюнъитиро Хамагути (JPN) | Педро Ривера (DOM) |
| Командные соревнования      | Великобритания           | Япония                    | Нидерланды         |

## Медальный зачет
| Место | Страна                   | Золото | Серебро | Бронза | Всего |
| ----- | ------------------------ | ------ | ------- | ------ | ----- |
| 1     | Япония                   | 1      | 2       | 0      | 3     |
| 2     | Великобритания           | 1      | 0       | 0      | 1     |
| 3     | Доминиканская Республика | 0      | 0       | 1      | 1     |
| 3     | Нидерланды               | 0      | 0       | 1      | 1     |
| Всего | Всего                    | 2      | 2       | 2      | 6     |